# Romanistán

Bandera del pueblo gitano, símbolo nacional de los gitanos

Romanistán, Romastán o Romanestán es el nombre de un país propuesto para el pueblo gitano. (Se conoce a los gitanos por Roma o Romaníes en otros países)
A principios de la década de 1950, los líderes gitanos solicitaron a las Naciones Unidas la creación de su propio estado, pero su petición fue rechazada. Según los informes, los líderes del partido romaní en Macedonia del Norte, conocido como el Partido para la Emancipación Completa de los Romaníes, ⁣también sugirieron la creación de dicho estado a principios de la década de 1990 en el barrio skopiote de Šuto Orizari.
Dado el origen del pueblo gitano en la India medieval, se ha considerado que un supuesto Romanistán estaría dentro de las fronteras de India.